# Live at Yankee Stadium
Live at Yankee Stadium è un album dal vivo di Mongo Santamaría, pubblicato dalla Vaya Records nel 1974. Il disco fu registrato il 24 agosto 1973 allo "Yankee Stadium" di New York.

## Tracce
Lato A
1. Dr. Gasca – 5:07 (Luis Gasca)
2. Cousin Jody – 4:37 (Marty Sheller)
3. Coyulde – 4:24 (Mongo Santamaría)

Lato B
1. Black Dice – 4:15 (William Allen)
2. Naked – 3:31 (William Allen)
3. Leah – 4:36 (Marty Sheller)

## Musicisti
- Mongo Santamaría - congas
- Justo Almario - sassofono tenore, flauto
- Hector Veneros - sassofono alto, sassofono baritono, flauto
- Luis Ortiz - tromba
- José Madrid - pianoforte
- William Allen - basso
- Jimmy Rivera - batteria, timbales
- Pablo Rosario - bongos